# ウェールズ大学
ウェールズ大学（英語：University of Wales, ウェールズ語：Prifysgol Cymru）は、イギリス・ウェールズカーディフに本部を置く、1893年に設立された大学で、複数の大学や高等教育機関の集合体（連合大学）であった。かってはウェールズで最古で最大の大学であり、イギリスで二番目に大きい大学であった。2000年代に入り、ウェールズ地方では大学統合の議論が政策的にされることになり、ウェールズ政府は2002年2月に高等教育戦略をまとめた。2004年8月1日にカーディフ大学はウェールズ大学から独立。2007年にスウォンジー大学、アベリストウィス校、バンガー校が独立した。 
2009年4月にトリニティ・ユニバーシティ・カレッジとウェールズ大学ランピーター校（University of Wales, Lampeter）が統合し、ウェールズ・トリニティ・セントデービッド大学（英語：University of Wales Trinity Saint David）を設立することを発表。2010年7月に設立。
2011年10月、非常勤講師と外部審査官による学生ビザの不正申請問題が発覚し、同月、ウェールズ大学をウェールズ・トリニティ・セントデービッド大学と合併する方針を決定。2017年8月からウェールズ大学はウェールズ・トリニティ・セントデービッド大学との機能的統合が進められ、現在に至っている。

## 歴史
ウェールズ大学は、1893年に設立された連邦大学で、その母体は、ノース・ウェールズ大学（現：バンガー大学）、サウス・ウェールズ・アンド・モンマスシャー大学（現：カーディフ大学）、ユニバーシティ・カレッジ・ウェールズ（現：アベリストウィス大学）であった。これら3大学は、いずれもユニバーシティ・カレッジで、ウェールズ大学設立以前は、ロンドン大学から学位が授与されていた。1920年に現在のスウォンジー大学が加わり、1931年にはウェールズ国立医学校が編入され、1967年に、ウェールズ先端技術大学がウェールズ科学技術研究所（UWIST）として連邦大学に加わるなど、拡大を続けた。2007年9月以降、ウェールズ大学の各構成校が独立し独自の学位授与機関となり、ウェールズ大学は連合組織に姿を変えた。2017年8月、ウェールズ大学とウェールズ・トリニティ・セントデービッド大学の両方が、統合され、ウェールズ・トリニティ・セントデービッド大学となり現在に至っている。

## 旧所属大学
- ウェールズ大学アベリストウィス校（University of Wales, Aberystwyth）

アベリストウィス。2007年に独立。現、アベリストウィス大学。
- ウェールズ大学バンガー校（University of Wales, Bangor）

バンガー。2007年に独立。現、バンガー大学。
- ウェールズ大学スウォンジー校（University of Wales, Swansea）Swansea University

スウォンジー。2007年に独立。現、スウォンジー大学。
- ウェールズ大学ランピーター校（University of Wales, Lampeter）

ランピーター。2010年に独立。現、ウェールズ大学トリニティ・セイント・デイヴィッド校。
- グリンドゥール大学（Glyndŵr University）

レクサム。2011年9月に独立 。現、レクサム・グリンドゥール大学。
- ウェールズ大学インスティテュート・カーディフ校（University of Wales Institute Cardiff）

カーディフ。2011年に独立。現、カーディフ・メトロポリタン大学。
- ウェールズ大学ニューポート校（University of Wales, Newport）

ニューポート。2013年に独立。グラモーガン大学と合併。現、サウス・ウェールズ大学。

## 旧提携大学
- カーディフ大学（Cardiff University）

カーディフ。2004年に連携解消。

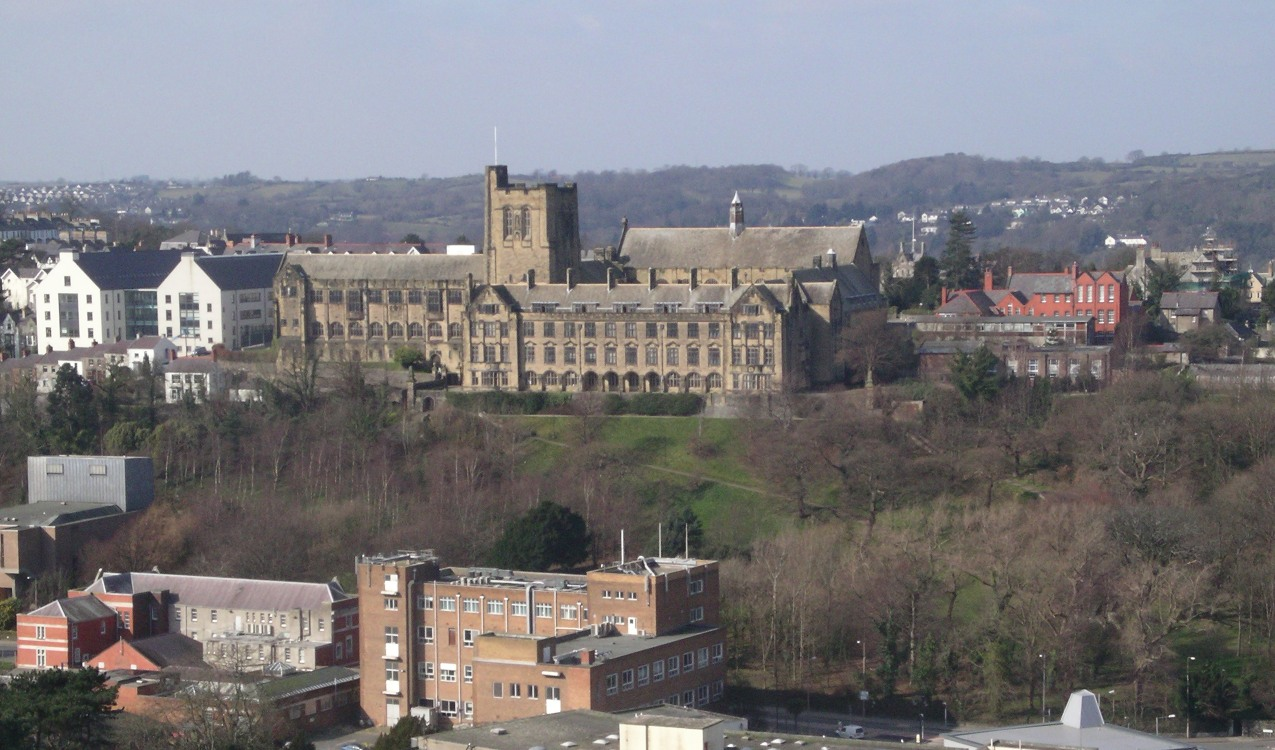
バンガー大学
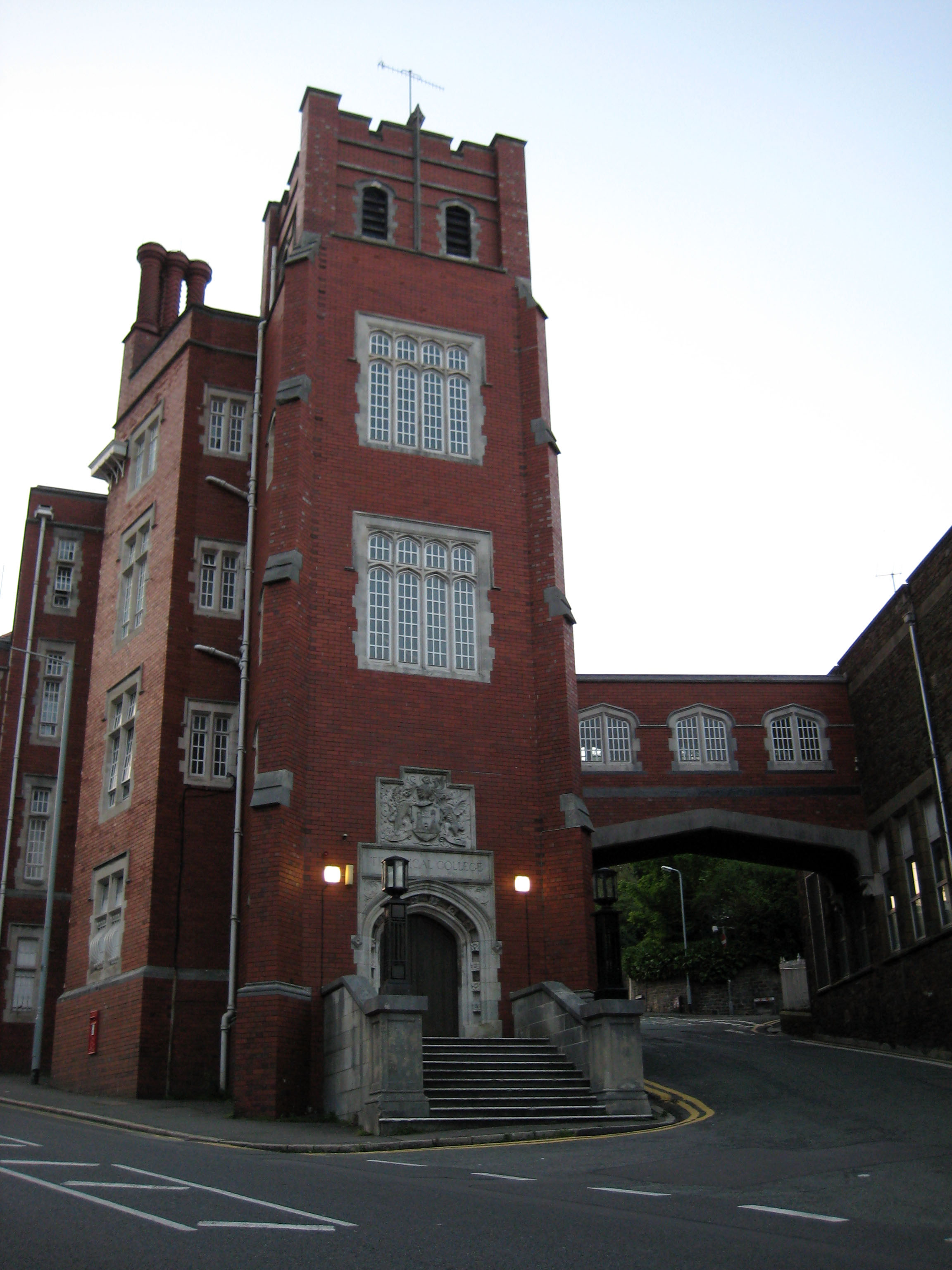
スウォンジーメトロポリタン大学
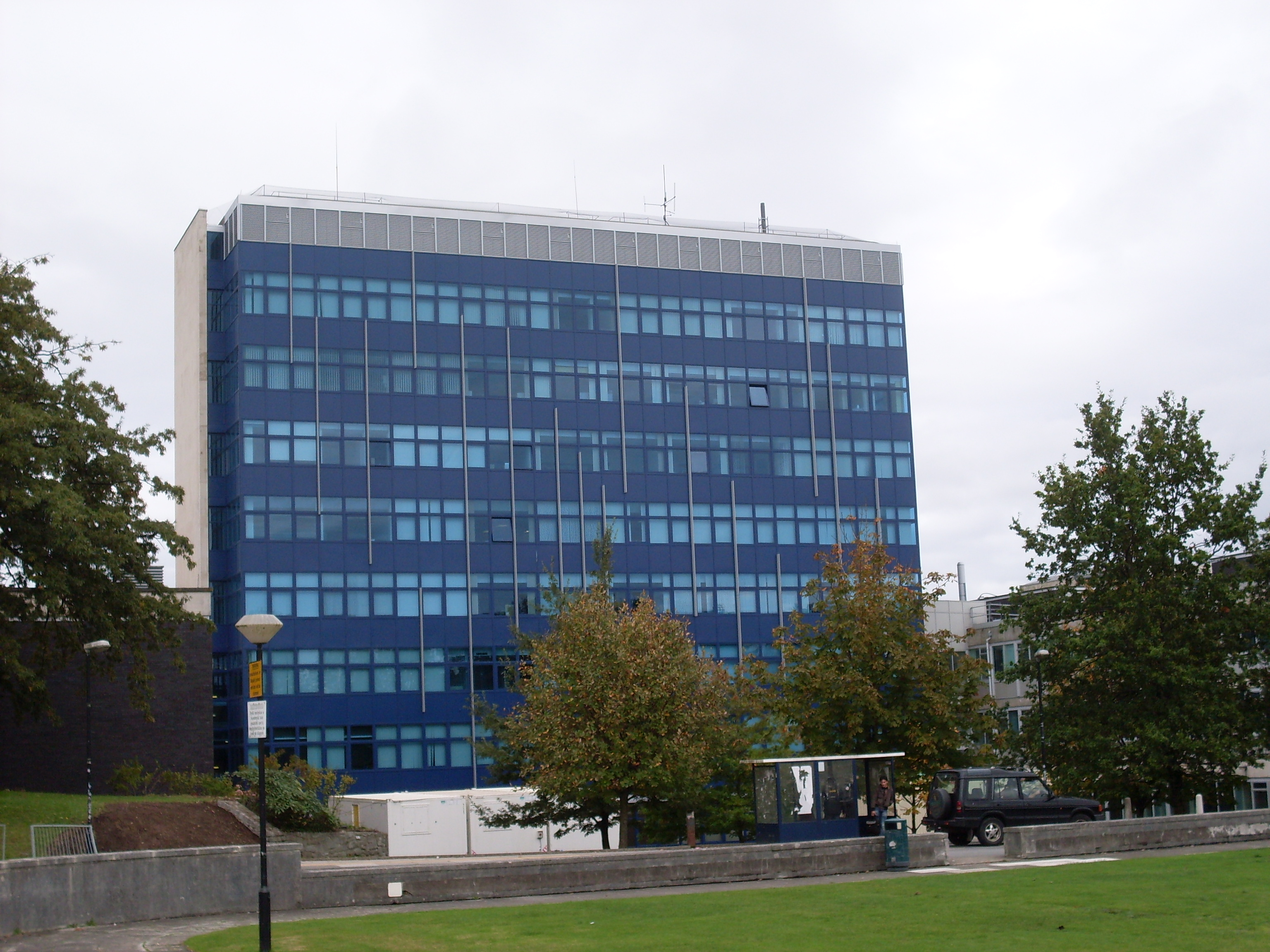
スウォンジー大学
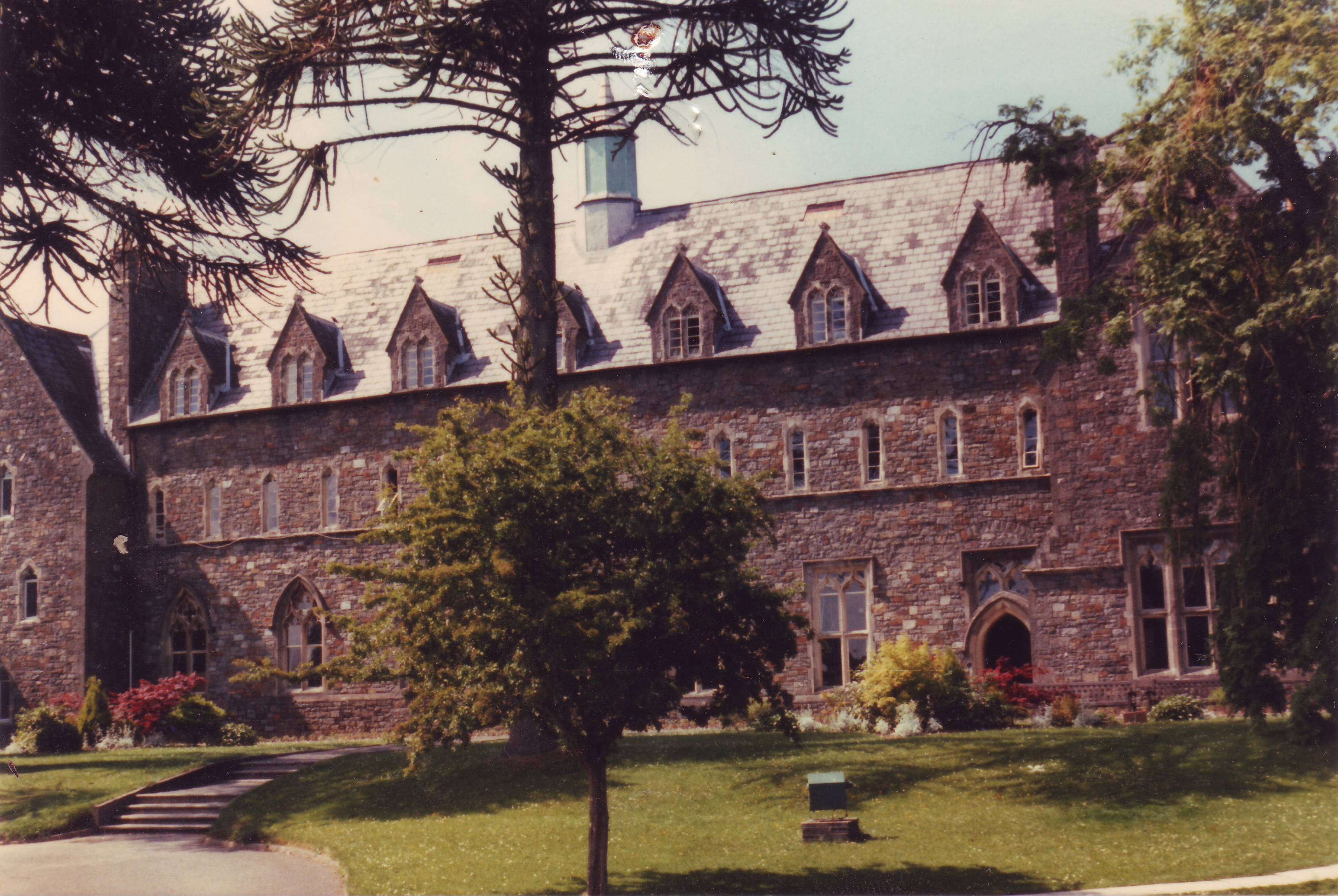
トリニティー国際カレッジ
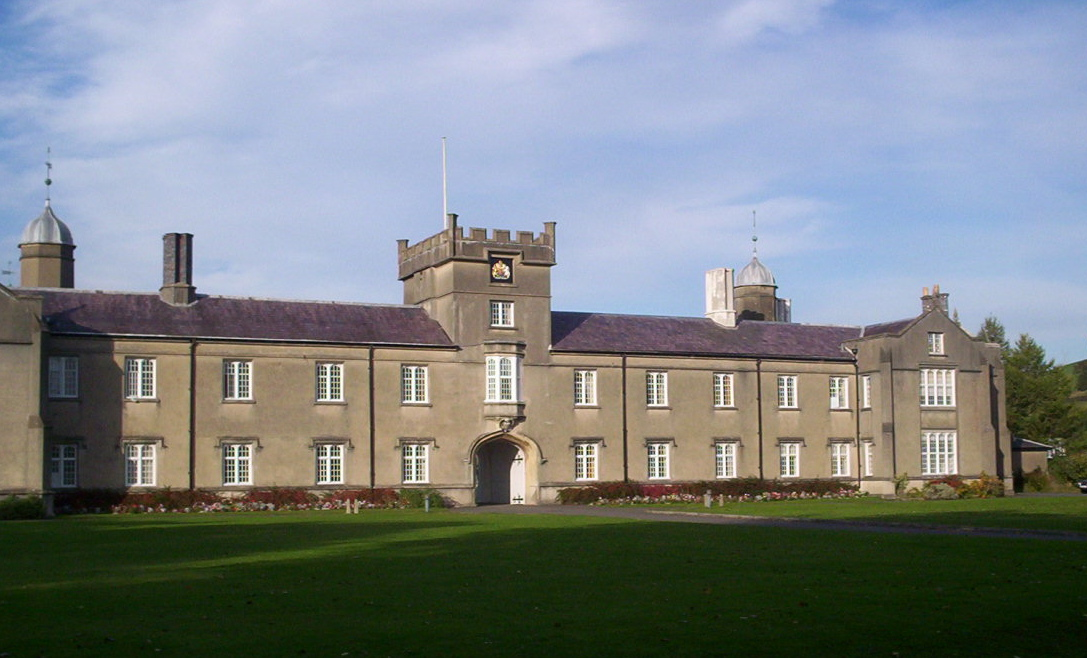
ウェールズ大学ランピーター校

## 日本での学位授与
2013年を最後に日本での学位授与プログラムは行われていなかったが、後述する「英国国立ウェールズ大学大学院経営学修士（日本語）プログラム」は2021年現在再開済みである。2013年以前は、日本国内では2つのプログラムが認証され、いずれも株式会社によって運営されてきたが、ウェールズ大学から認証され、学位の授与を受ける機関は各々独立的に運営されている。
ウェールズ大学から授与された修士の学位（Master's Degree）は、英国王の勅許の下、イングランド、ウェールズおよび北アイルランドにおける高等教育学位（FHEQ）に関する規定、ウェールズにおける単位および学位に関する規定（CQFW）に準拠して授与される英国大学の学位である。英国大学の認証（Validation）制度は、学位授与権を持つ大学が、国内外の学位授与権を持たない機関を認証し、修了者に学位を授与する制度で、学位授与権限を持つ大学116校中（2008年現在）、約70大学が同制度の下で他機関の修了者に学位を授与しているとされる。（出典：The Council of Validating Universities）また、英国大学の認証制度については、文部科学省・高等教育局高等教育企画課高等教育政策室において2003年8月に開催された「国際的な大学の質保証に関する調査研究協力者会議（第1回）」と、添付資料「(別紙１) 英国及び豪州の大学の海外における高等教育の提供」および「(別紙２)英国の高等教育の国際的展開に係る質保証」に詳しい。

### 英国国立ウェールズ大学大学院経営学修士（日本語）プログラム MBA program of the University of Wales (UK)
英国国立ウェールズ大学大学院経営学修士（日本語）プログラム (MBA program of the University of Wales (UK))は、2002年よりヒューマンアカデミー株式会社が運営するヒューマン・アカデミー・ビジネス・スクール（HABS）がウェールズ大学から認証を受け実施している。トリニティ・セントデービッド大学への統合に伴い、2018年から本プログラムを「ウェールズ大学トリニティセントデービッド(UWTSD) MBAプログラム」と呼称している。
東京と大阪での通学制プログラムと、eラーニングを利用した遠隔制プログラムがあり、『入学や履修に英語力は不要』とMBAの取得に英語力は不要であることを謳っており、講義はすべて日本語で行われ、通学制は毎週土曜日のスクーリング、遠隔制は毎週土曜日のインターネット上での双方向ライブ講義に加え、英語ではなく指導教員とマンツーマンでサポートを受けながら日本語で記述する修士論文を提出／審査が通れば、最短2年間で'MBA'を称する学位を取得できる。（最長在籍期間は6年間）HABSの事務局長である二島健治氏は、英国国立ウェールズ大学経営大学院MBA（日本語）プログラムは、AACSB(The Association to Advance Collegiate Schools of Business)の認証を受けてはいないものの、英国内の品質保証機関QAA(Quality Assurance Agency for Higher Education)による外部審査官らの厳しいアセスメントを定期的に実施することで、同プログラムの教育の「質」を英国同様に保証しており、MBAの国際機関の認定を受けていない大学は他にもたくさんあると述べている。
同プログラムで学位を取得した著名人に、日本CHRコンサルティング社長の中西史子、同社取締役の渡邉文子（大阪校1期生）、参議院議員の関芳弘、マーズフラッグ社長の武井信也、アゴーラ・ホスピタリティーズ社長の浅生亜也、名古屋工業大学産学官連携センター准教授の浜田恵美子、タレントの山本モナ、ハートアンドブレインコンサルティング社長の村上力らがいる。

### 英国国立ウェールズ大学大学院環境プログラム Master of science environmental program of the University of Wales (UK)
1999年にウェールズ大学(当時)から認証を受け、当初は金沢市にある経営コンサルタント会社の安全研が「ウェールズ大学通信制大学院環境マネジメント学科」などを運営していた。2002年に東京都渋谷区恵比寿にあった株式会社日本環境総研がプログラムを継承した。2004年に教員である比留間文彦が社長を務める比留間環境教育研究所（現在、東京都立川市）が株式会社日本環境総研を傘下に収めた（日本環境総研は現在、同プログラムの学務部を担当していた）。2005年から2008年まで学生の新規募集を停止した後、2009年4月から新プログラムとして再スタートして、最短2年間で理学修士の取得が可能であった。2019年11月時点で、比留間環境教育研究所では同プログラムを停止している。